# Руфиниан из Байё
Руфиниан (V век) — святой епископ Байё. Дни памяти — 25 октября и 5 сентября.
Святой Руфиниан родился в Риме, во влиятельной могучей семье Руфини, хотя это происхождение очень неопределённо. Дата его прибытия в Нормандию неизвестна. Во время своего епископского служения он внёс значительный вклад в христианизацию епархии Байё и рукоположил во диакона святого Лупа. По случаю этого события один из его товарищей по имени Стефан предсказал, что Луп будет его преемником. Неизвестно, сколько времени длилось епископство святого Руфиниана.
Святой Руфиниан похоронен в Байё, в храме, освящённом в честь святого Экзюперия.